# Syrphoctonus chilensis
Syrphoctonus chilensis là một loài tò vò trong họ Ichneumonidae.